# 普雷代亞爾-瑟拉里鄉
45°11′16″N 26°06′03″E / 45.1878°N 26.1008°E
普雷代亞爾-瑟拉里鄉（羅馬尼亞語：Comuna Predeal-Sărari, Prahova），是羅馬尼亞的鄉份，位於該國中南部，由普拉霍瓦縣負責管轄，處於布加勒斯特以北80公里，每年平均降雨量1,037毫米，海拔高度421米，2007年人口2,597。